# Jean Brito
Jean Brito, znany też jako Jean Briton lub Jan Brulelou (ur. w Pipriac, zm. prawdopodobnie 1484 w Brugii) – francuski księgarz i drukarz, działający we Flandrii, który przypisywał sobie wynalezienie techniki druku. Uchodził za jednego z konkurentów do sławy Johannesa Gutenberga. Nie zostało to jednak potwierdzone przez badania historyczne, w wyniku których odrzucono koncepcje, by wydrukował we Flandrii pierwsze książki jeszcze w latach 50. XV wieku.
Niewiele wiadomo o jego życiu. W XIX wieku część historyków przypisywała mu pochodzenie z rodziny angielskiej, osiadłej od XIV wieku w Brugii. Pogląd ten został odrzucony, gdy udowodniono, że wywodził się z bretońskiej wsi Pipriac, położonej między Rennes a Nantes. W 1444 roku mieszkał w Tournai, zaś jedenaście lat później przyjął prawo miejskie Brugii. Był kaligrafem, jako mieszczanin brugijski zajął się księgarstwem, następnie zaczął wytwarzać książki blokowe, by ostatecznie przejść do drukarstwa. Ostatnie wzmianki na jego temat pojawiają się w 1483 roku.
Z jego warsztatu znanych jest sześć książek, niedatowanych, o niewielkich rozmiarach. Choć Brito w dwóch kolofonach przedstawił się jako wynalazca druku, łacińskimi słowami inveniens artem, to na podstawie znaków wodnych papieru przyjmuje się, że jego książki powstały między rokiem 1477 a 1481, z całą pewnością nie w latach 50. XV wieku. Ponadto badania wskazały, że nawet czcionki, których używał w swoim warsztacie nie były jego produkcji, lecz najprawdopodobniej zostały zakupione w Lowanium.
Od 1994 roku w Pipriac działa Muzeum Jeana Brito, prezentujące prasy drukarskie i inne elementy wyposażenia dawnych drukarni. Ponadto Brito jest patronem szkoły średniej w Bain-de-Bretagne.